# مدرسه علمیه هیدج
مدرسه علمیه هیدج مربوط به اواخر دوره قاجار است و در شهرستان ابهر هیدج، داخل شهر واقع شده و این اثر در تاریخ ۲ شهریور ۱۳۷۸ با شمارهٔ ثبت ۲۳۸۷ به‌عنوان یکی از آثار ملی ایران به ثبت رسیده است.